# Hans-Theodor Peschkes

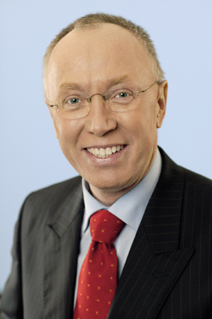
Hans-Theo Peschkes

Hans-Theo Peschkes (* 20. März 1947 in Bocholt) ist ein deutscher Politiker (SPD). 
Peschkes ist verheiratet und Vater von vier Kindern. Er war bis zu seinem Einzug in den Landtag Nordrhein-Westfalen von 2005 als Finanzbeamter tätig. Seit 2013 ist er Vorsitzender des Sportvereins Borussia Bocholt.

## Politische Karriere
Hans-Theo Peschkes ist seit 1969 Mitglied der SPD und war von 1983 bis 1995 Ortsvereinsvorsitzender in Bocholt, seit 2001 ist er auch dortiger Stadtverbandsvorsitzender. Zwischen 1975 und 1989 Mitglied des Rates der Stadt Bocholt, seit 1984 zusätzlich Mitglied im Kreistag des Kreises Borken. Seit 1989 ist er dort stellvertretender Vorsitzender der SPD-Fraktion. Von 1989 bis 2005 war Hans-Theo Peschkes auch Mitglied der Landschaftsversammlung.
Von 2005 bis 2010 war Peschkes Mitglied des Landtages von NRW und sportpolitischer Sprecher der SPD-Landtagsfraktion sowie Mitglied des Haushalts- und Finanzausschusses.